# Leitz (Optik)

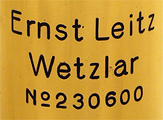
Signatur eines Leitz-Mikroskops von 1924

Das Unternehmen Leitz wurde 1869 von Ernst Leitz als Nachfolgeunternehmen des von Carl Kellner (Unternehmensgründer) 1849 in Wetzlar gegründeten Optischen Instituts gegründet. Schnell wurde es zu einem führenden Anbieter von Mikroskopen, ab 1924 auch von Kameras. Nach Fusionen 1986 und 1990 wurde eine große „Leica Gruppe“ gebildet, die jedoch 1996/97 wieder aufgelöst wurde. Es entstanden die Tochterunternehmen Leica Microsystems, Leica Camera und Leica Geosystems.

## Geschichte

### 1849 bis 1920

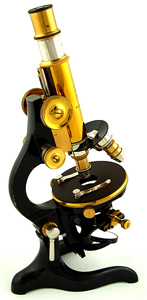
Labormikroskop von Ernst Leitz (1909)

Das erste Logo von Leitz (1913), der „Leitz-Sarg“, basierend auf der Zeichnung eines Dunkelfeld-Kondensors.

Carl Kellner, Mechaniker und mathematischer Autodidakt, hatte 1849 die Abhandlung Das orthoskopische Ocular, eine neu erfundene achromatische Linsencombination veröffentlicht, in der er eine von ihm entwickelte Linsenkombination beschrieb. Dieses Okular konnte ein perspektivisch richtiges Bild ohne die bei den Mikroskopen der Zeit üblichen Verzerrungen erzeugen. Nach Kellners frühem Tod am 13. Mai 1855 führte seine Witwe das Unternehmen weiter.
Der aus Baden stammende Feinmechaniker Ernst Leitz I (1843–1920) kam 1864 nach Wetzlar und trat in die Werkstatt des Optischen Instituts ein. Er hatte eine Ausbildung als Instrumentenbauer für physikalische und chemische Geräte sowie mehrjährige praktische Erfahrung in der Schweizer Uhrenindustrie. Zunächst war Leitz Teilhaber des Unternehmens (1865), im Jahr 1869 übernahm er jedoch als alleiniger Inhaber den Betrieb und führte ihn unter eigenem Namen weiter. Leitz führte die Serienproduktion in den Wetzlarer Werkstätten ein: Die Absatzzahlen stiegen nach 1871 rapide an. Stets suchte er den Kontakt zu den Anwendern und konstruierte die Mikroskope im Hinblick auf die spezifischen Anforderungen seiner Kunden.
Es wurden Mikroskope für biomedizinische Anwendungen und für industrielle Untersuchungen, beispielsweise für die Mineralogie, gefertigt. Die bis dahin üblichen Mikroskope wurden in vieler Hinsicht verbessert (v. a. Montierung, Beleuchtung, Optik, orthoskopische Okulare). 1880 erreichte das Unternehmen bereits eine Jahresproduktion von 500 Geräten. 1887 wurde das 10.000. Mikroskop verschickt, vier Jahre später das 20.000. und bereits im Jahre 1899 das 50.000. fertiggestellt. Der Bakteriologe Robert Koch erhielt 1907 das hunderttausendste Mikroskop des Unternehmens. Paul Ehrlich, Begründer der Chemotherapie, erhielt das 150.000. Mikroskop, Nobelpreisträger Gerhard Domagk, der Entdecker der Sulfonamide, das 400.000ste Leica-Instrument.
Am Ende des 19. Jahrhunderts hatte das Unternehmen bereits einen Weltruf. Die Produktpalette umfasste neben Mikroskopen verschiedene weitere optische Instrumente. Zu Beginn des neuen Jahrhunderts führte Leitz den Achtstundentag ein und gründete einen Krankenversicherungsverein für seine Mitarbeiter. 1913 stellte das Unternehmen ein erstes volltaugliches Binokularmikroskop vor. Der Erste Weltkrieg ging an Leitz nicht spurlos vorbei, die Wirtschaftslage nach dem verlorenen Krieg war sehr schlecht. Dies betraf auch die Wetzlarer Firma W. & H. Seibert, die 1917 in das Unternehmen Ernst Leitz eingegliedert wurde.
Ernst Leitz starb im Juli 1920, die Führung des Unternehmens lag nun in den Händen seines Sohnes, Ernst Leitz II.

### 1920 bis 1970

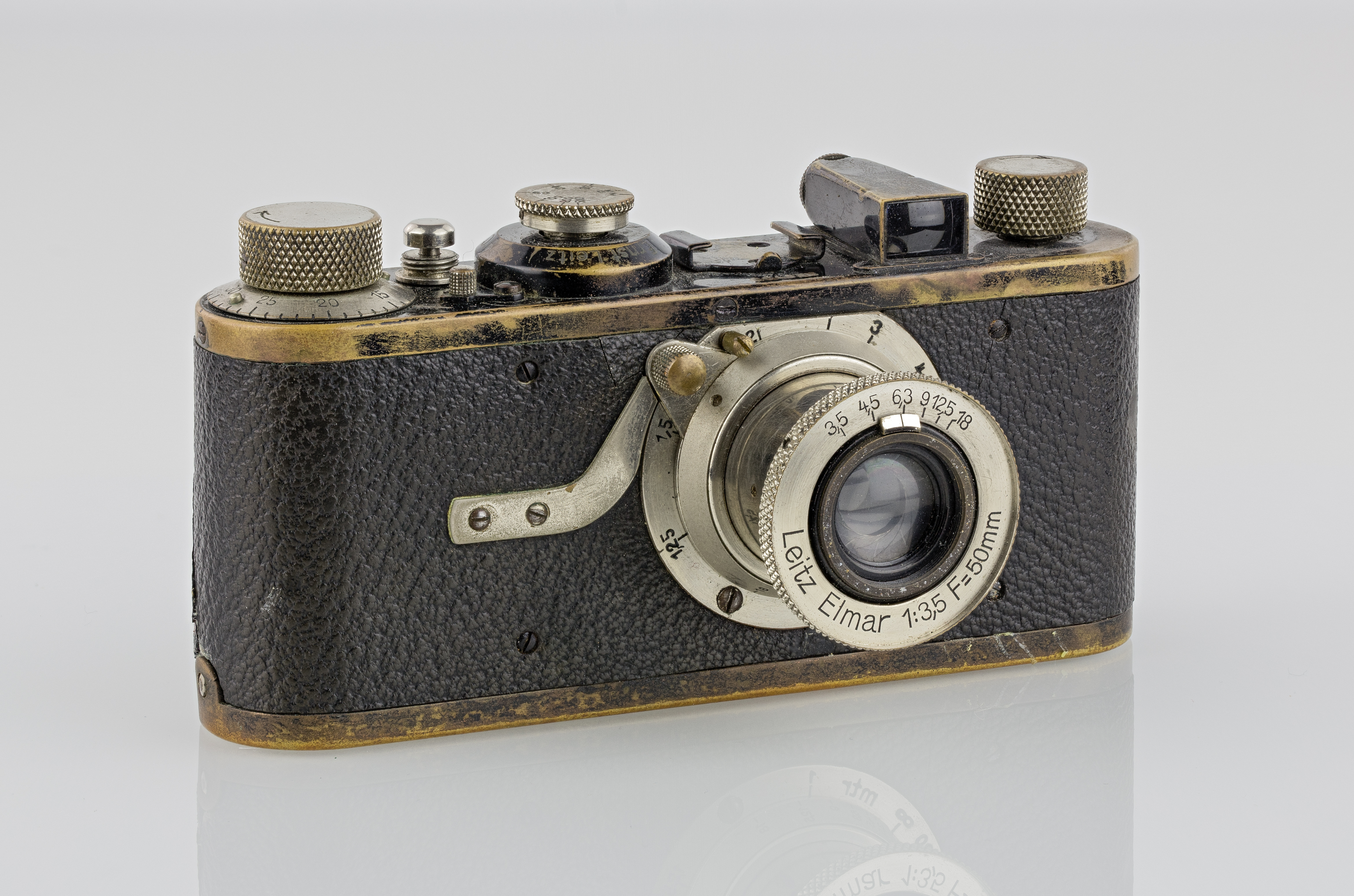
Leica I, 1927, Objektiv Leitz Elmar 1:3,5 F=5 cm
Werbeplakat für die Leica I, 1928
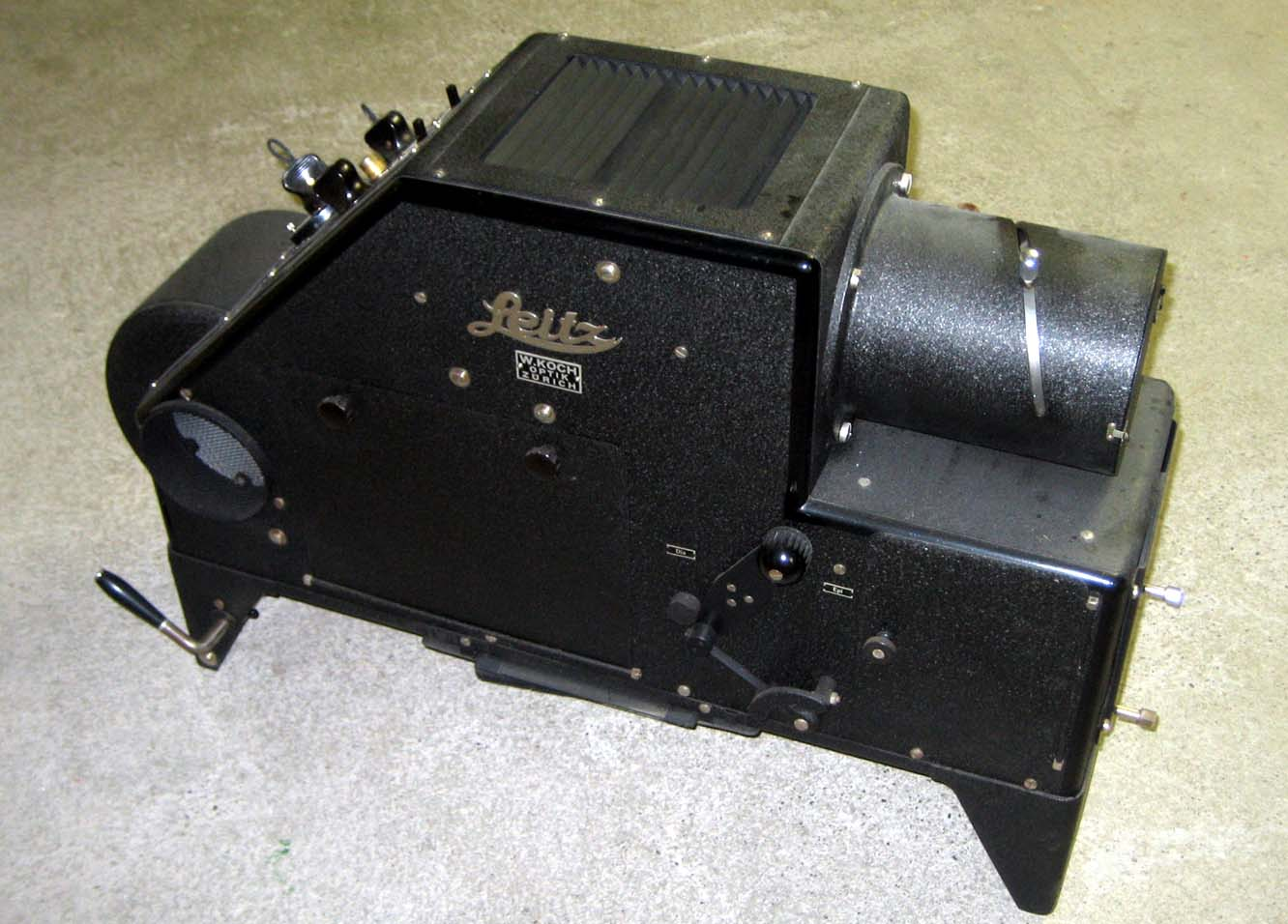
Altes Episkop von Leitz
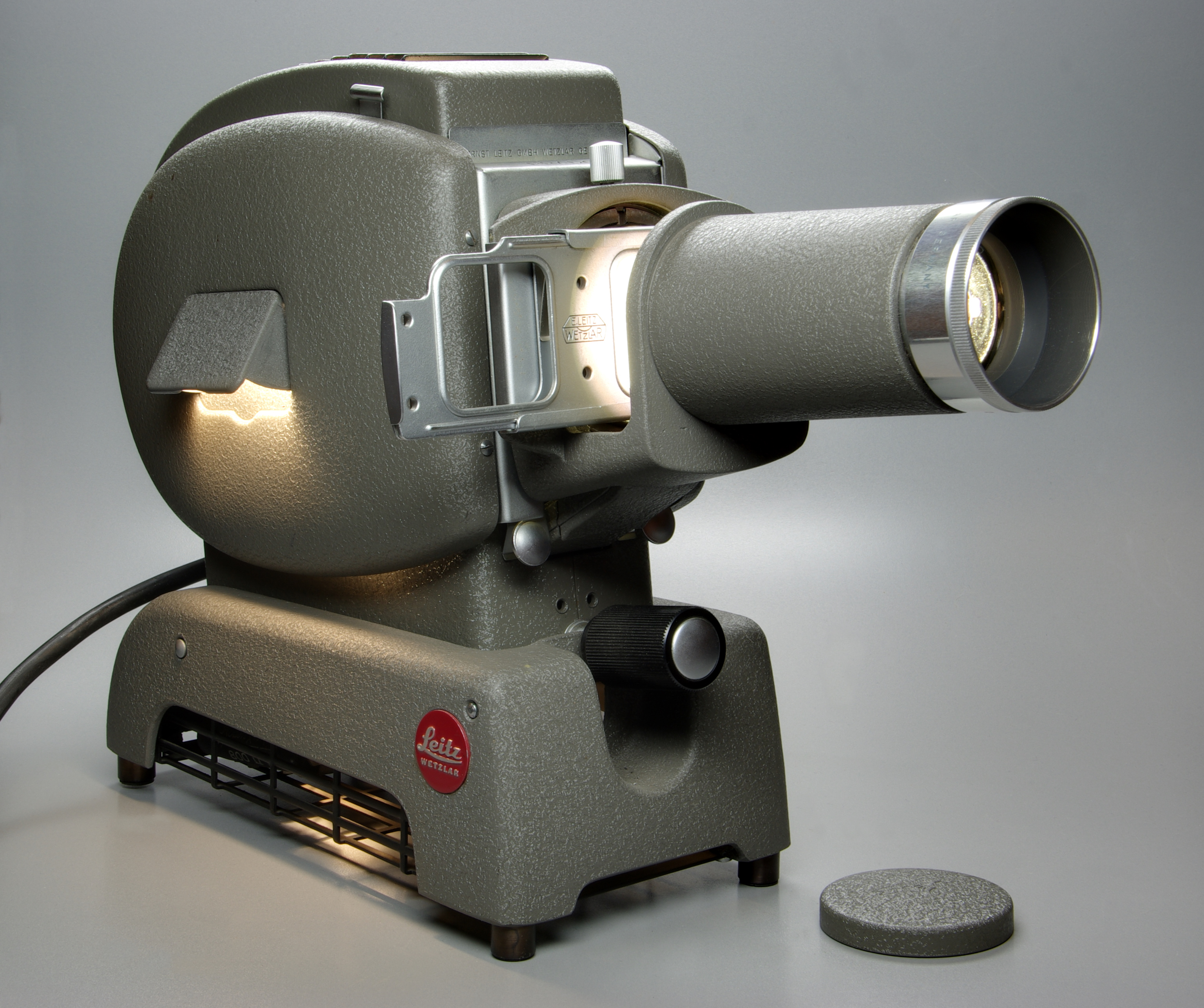
Leitz Prado Diaprojektor
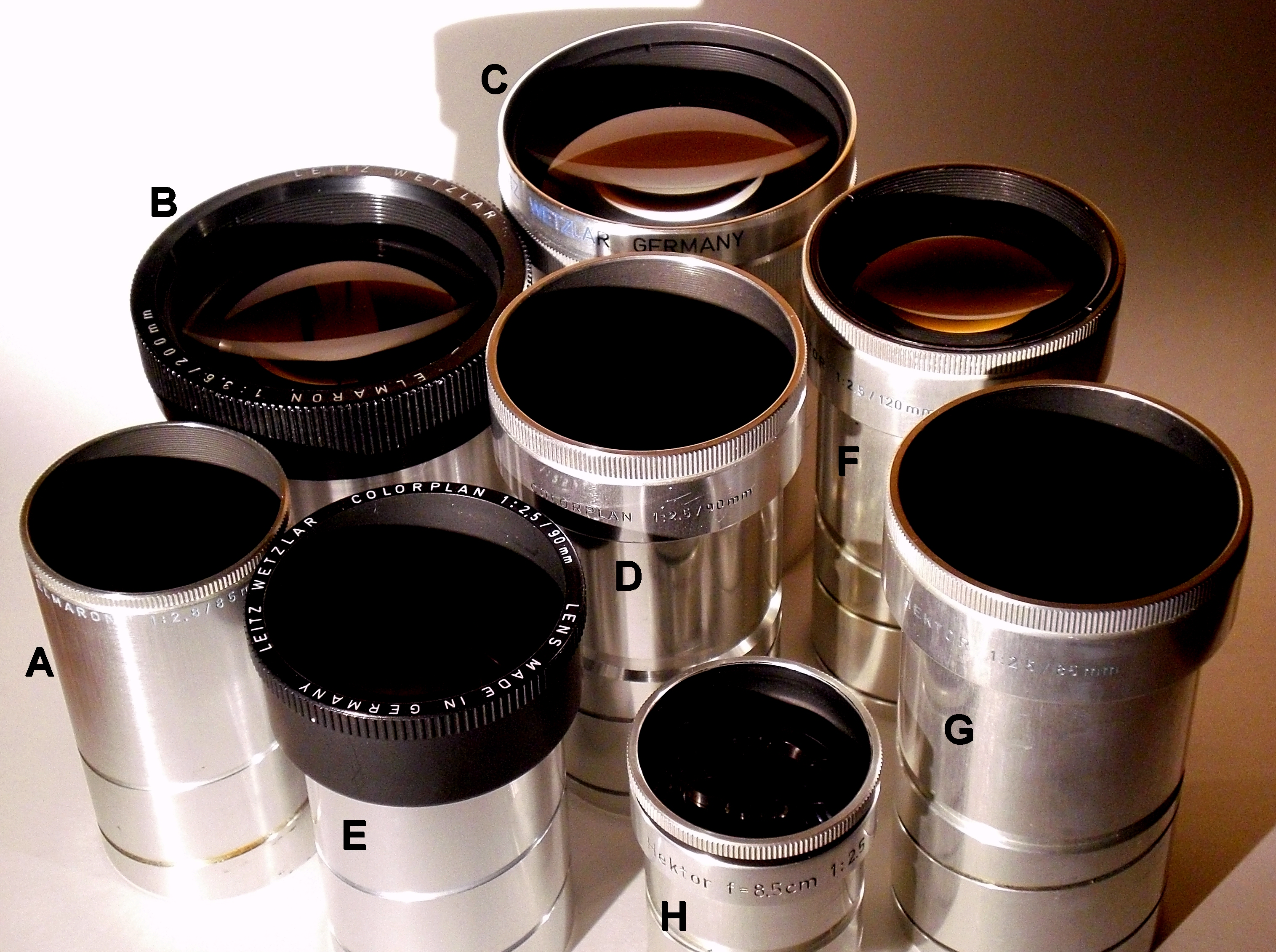
Elmaron (A–C), Colorplan (D/E), Hektor (F–H) Projektionsobjektive
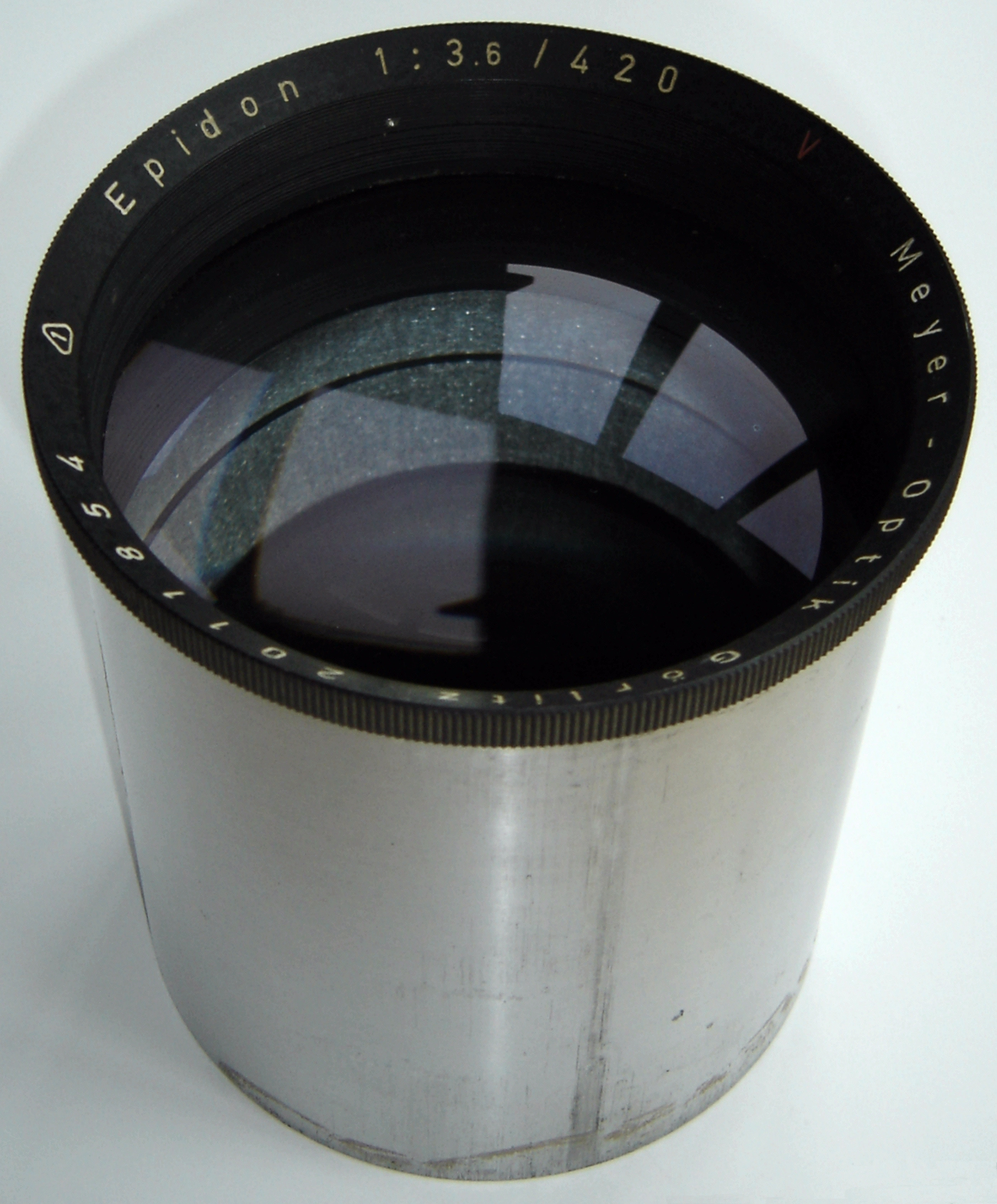
Epidon: Cooke-Triplet f3,6/420 als Episkop-Projektionsobjektiv
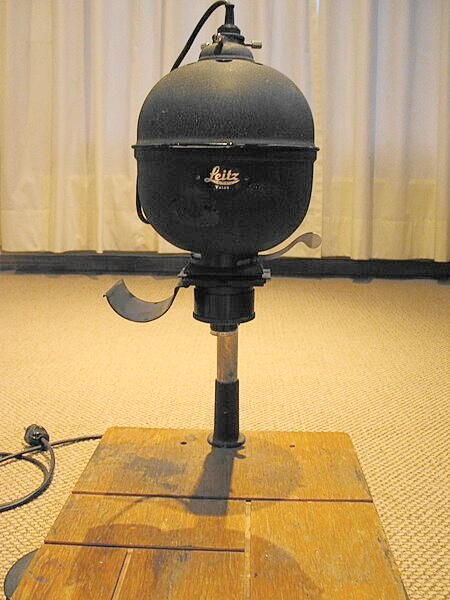
Leitz Valoy, 1932
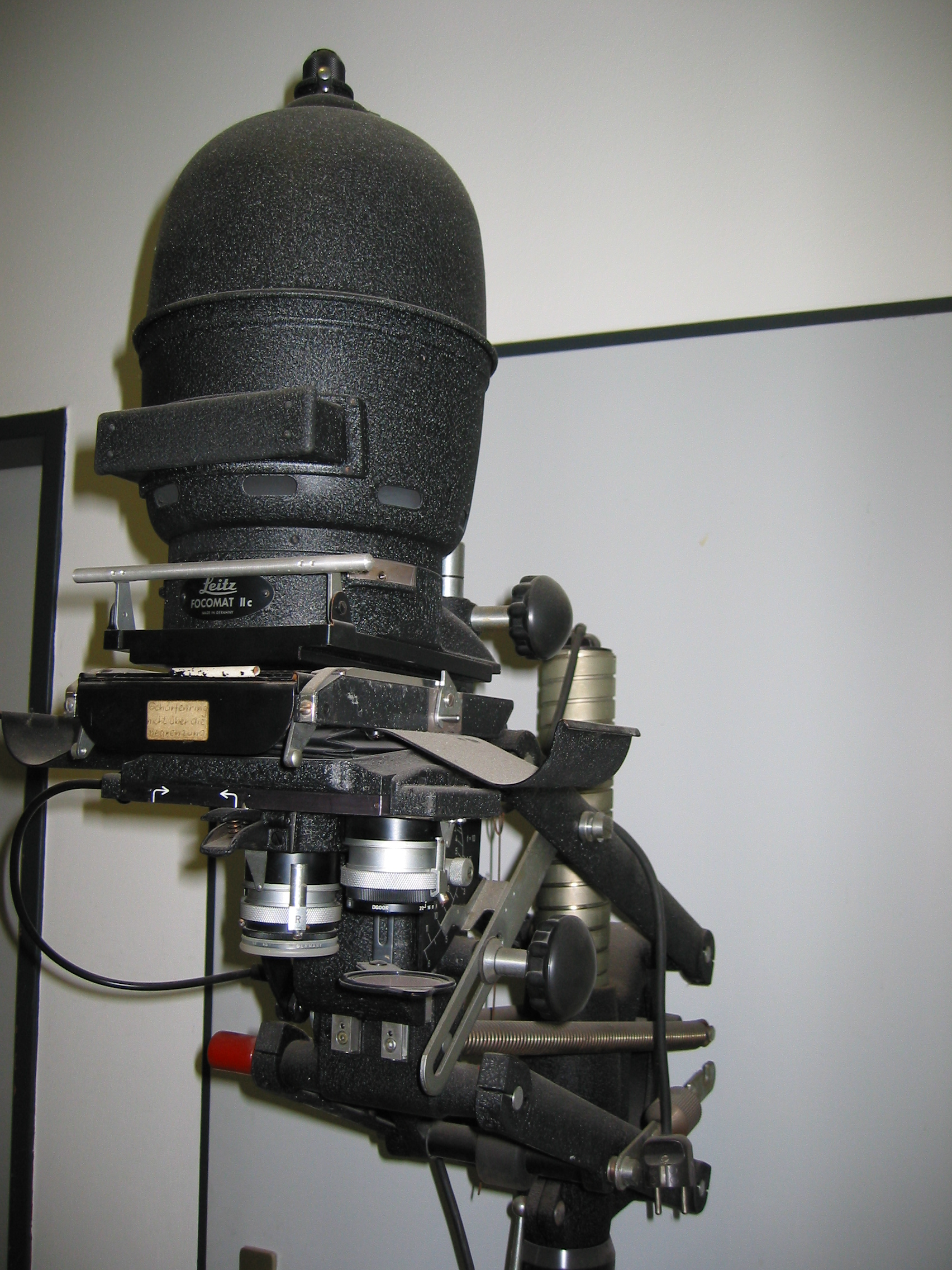
Leitz Focomat IIc, 1954
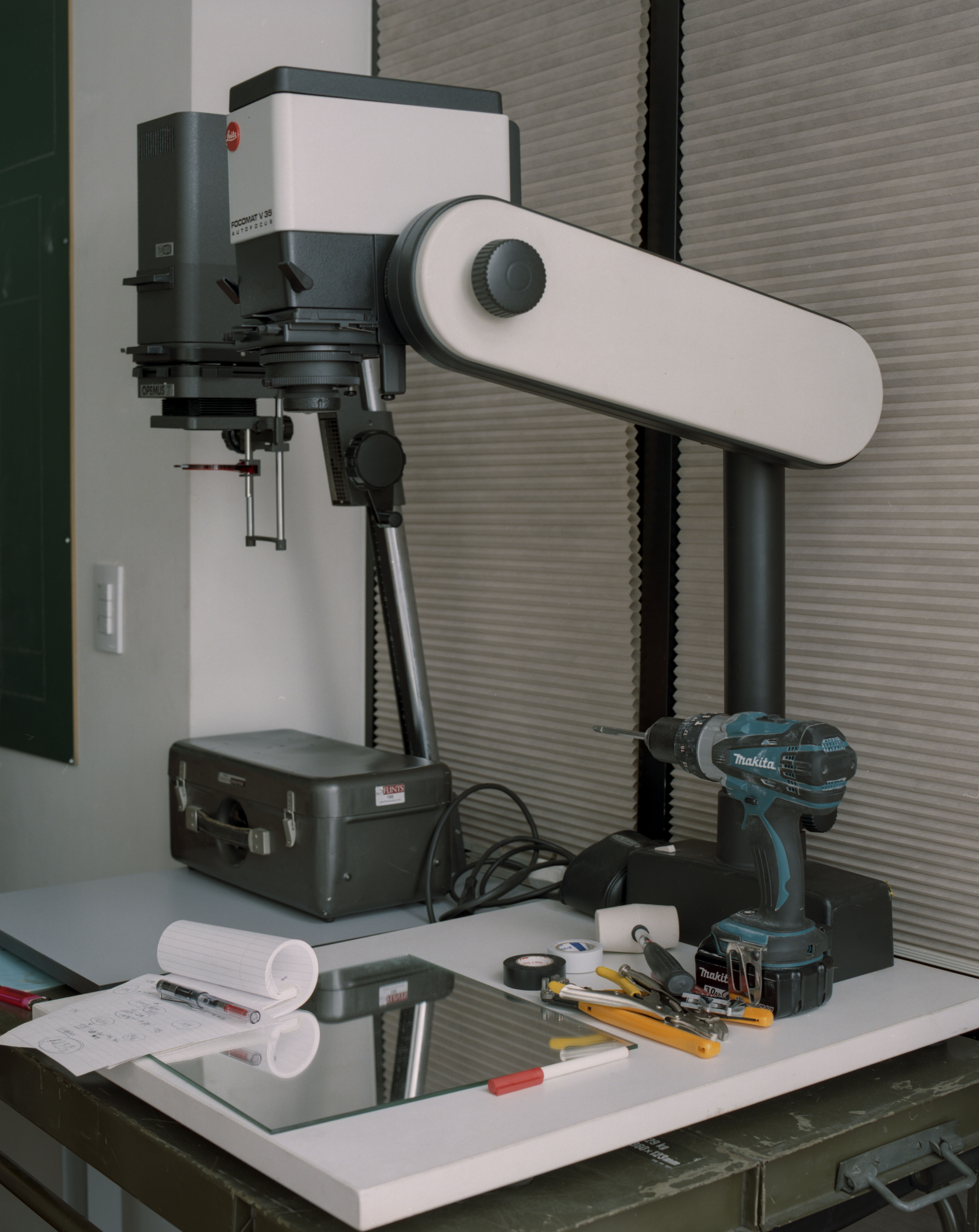
Leitz Focomat V35 Autofocus, 1978–89 Leica Focomat V35 Autofocus, 1989–95

Um 1920 beschäftigten die Leitz-Werke rund 1400 und 1956 rund 6000 Mitarbeiter. Ernst Leitz II. entschied 1924, trotz schwieriger Marktlage den Apparat seines Mitarbeiters Oskar Barnack in Serie zu fertigen. Barnack hatte im Zuge von Entwicklungsarbeiten für den aktuellen Kinofilm aus dessen 35-mm-Filmmaterial den noch heute genutzten Kleinbildfilm entwickelt. Da für ihn das Seitenverhältnis von 2:3 ideal harmonisch erschien, ergab sich zu der Bildhöhe von 24 mm eine Breite von 36 mm. Um dieses Filmformat herum konstruierte er einen Belichtungsapparat mit festem Verschlussablauf und Brennweite, eine Kleinbildkamera für den Schnappschuss zwischendurch. Auf diesem Konzept beruhte später die Fertigung der Ur-Leica (siehe Leica Camera), wie sie auf der Frühjahrsmesse 1925 in Leipzig vorgestellt wurde. Der Erfolg war enorm und nicht vorhersehbar.
1925 folgte das erste Polarisationsmikroskop. Bereits 1931 entstand das erste Vergleichsmakroskop für kriminalistische Zwecke. 1932 brachte das Unternehmen die Auflichtfluoreszenz auf den Markt, drei Jahre später das von Max Berek entwickelte Photometer.
Ernst Leitz II. unterstützte in den späten 1930er Jahren eine größere Anzahl jüdischer Mitarbeiter seines Unternehmens bei der rechtzeitigen Flucht aus dem nationalsozialistischen Deutschland. Die Ernst Leitz GmbH beschäftigte im September 1942 insgesamt 195 Ausländer – im Januar 1945 waren es 989 Zwangsarbeiter: 643 „Ostarbeiter“, vorwiegend aus der Ukraine, und 316 „Westarbeiter“ aus Frankreich und den Benelux-Ländern.
Neben Kameras und Mikroskopen entwickelte und vermarktete das Unternehmen weitere die Mitte des 20. Jahrhunderts prägende optische Produkte. Hierzu zählen beispielsweise Diaprojektoren der Linie Prado oder die oft in Schulen eingesetzten Leitz-Episkope.
Zwischenzeitlich traten nacheinander die drei Söhne (Ludwig, Ernst und Günther) von Ernst Leitz II. in den Betrieb ein. Das Unternehmen war während des Zweiten Weltkriegs von Zerstörungen verschont geblieben und konnte so die Produktion nach Kriegsende sofort wieder aufnehmen. 1948 kam ein eigenes Entwicklungslabor für optisches Glas dazu. Ab 1953 wurde die Mikroskopoptik mit Hilfe der EDV berechnet. Die Leitz-Söhne übernahmen gemeinsam die Leitung der Ernst Leitz GmbH nach dem Tod des Vaters im Jahr 1956.

### Ab 1970

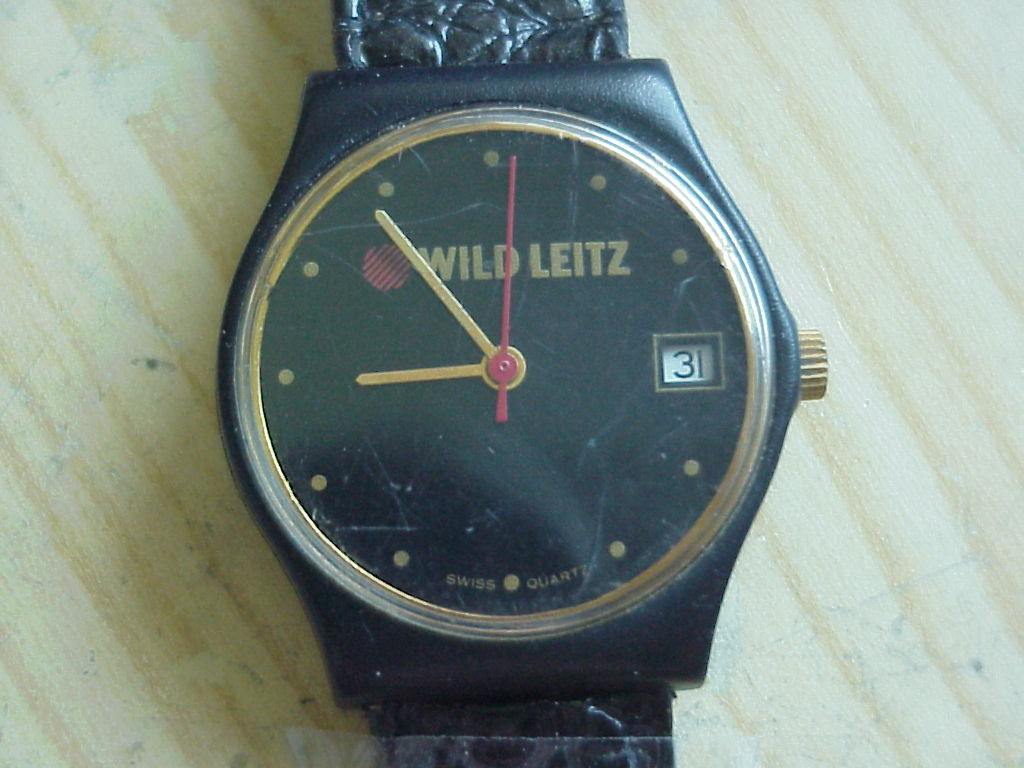
Uhr mit Logo von Wild Leitz.

Anfang der 1970er Jahre firmierte man in Ernst Leitz Wetzlar GmbH um, da man befürchtete, den bekannten Namen Wetzlar durch die Städtezusammenlegung von Gießen und Wetzlar von 1977 zur Stadt Lahn zu verlieren. Die Stadt Lahn wurde jedoch bereits 1979 wieder aufgelöst, Gießen und Wetzlar wurden wieder selbstständig.
- 1971 trat Knut Kühn-Leitz in die Geschäftsführung ein, der er ab 1974 als alleiniger Vertreter der Familie Leitz (in der vierten Generation) angehörte
- 1972 wurde ein Kooperationsvertrag mit dem Schweizer Optikunternehmen Wild Heerbrugg zur Entwicklung und zum Bau von Mikroskopen geschlossen. Über eine Kapitalerhöhung übernahm Wild 25 % von Leitz.
- 1974 übernahm die Wild weitere 26 % der Anteile von der Familie Leitz.
- 1986 trat die Familie Leitz alle Anteile an Wild Heerbrugg ab
- 1987 wurde der WILD-LEITZ-Konzern mit Sitz in Zürich gegründet,
- 1989 wurde das Unternehmen Wild Heerbrugg AG in Wild Leitz AG umbenannt.[4][5]
- 1990 WILD LEITZ und Cambridge Instruments fusionierten zur LEICA Gruppe.
- 1990 Die Sparte Industrielle Meßtechnik (IMT) wurde als Leitz Meßtechnik GmbH ausgegliedert. Neuer Eigentümer waren Brown & Sharpe.
- 2003 Das Unternehmen gehörte fortan zu Hexagon und firmierte wieder unter Leitz Meßtechnik GmbH.
- 2005 Mit Wirkung vom 1. Januar 2005 werde die Leitz Meßtechnik GmbH in Hexagon Metrology GmbH umbenannt. Der Produktname Leitz blieb erhalten.[6]

Auch im Bereich der Kleinbild-Diaprojektoren wurde eine Kooperation, hier mit Kindermann, eingegangen. 1982 brachten Kindermann und Leitz das Leitz-Kindermann-Magazin für ungeglaste Dias auf den Markt. Einige der kleineren Diaprojektoren von Leitz wurden mit Kindermann-Technik ausgestattet (Pradovit R 150, Pradovit RA 150) oder von 1988 bis 1990 ganz von Kindermann gefertigt (Pradovit 153/253). Bis 1988 gehörten zwischenzeitlich auch weite Teile des Nachbarunternehmens Will zu Wild Leitz. Will wurde an die Helmut Hund GmbH weiterverkauft.
1990 fusionierte die Wild Leitz Holding AG mit der Cambridge Instruments Gruppe. Zu dieser Gruppe gehörten Cambridge Instruments (gegründet 1881 von Horace Darwin) selbst, der Heidelberger Mikrotom-Hersteller Jung (gegründet 1872), der Wiener Optikfabrikant Reichert (gegründet 1876) sowie die Mikroskopiebereiche der nordamerikanischen Optikunternehmen Bausch & Lomb (gegründet 1853) und American Optical (gegründet 1847). Der neue Konzern wurde Leica Plc genannt und umfasste damit unter anderem die gesamte nordamerikanische Mikroskopindustrie.
1996/97 wurde die Leica Gruppe aufgelöst: 1996 ging Leica Camera mit Sitz in Solms westlich von Wetzlar an die Frankfurter Börse. Das verbleibende Unternehmen wurde 1997 in Leica Geosystems mit Hauptsitz in Balgach in der Schweiz und Leica Microsystems aufgespalten. Leica Microsystems erhielt die Rechte an der Marke Leica, die beiden anderen Firmen erhielten Lizenzrechte an der Marke.